# Violanta Vanni

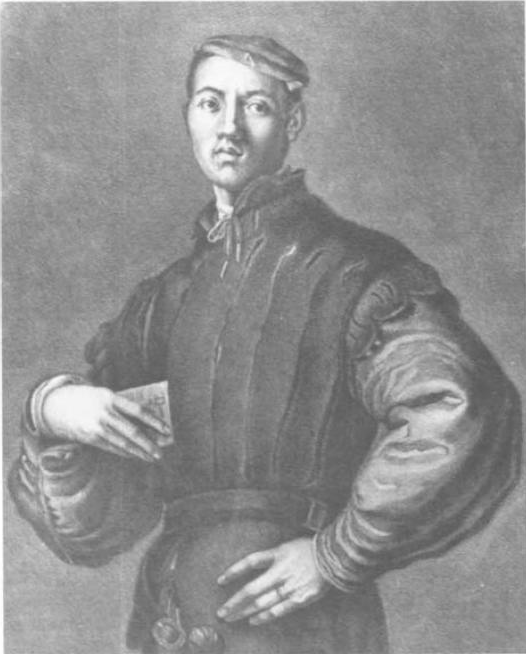
Violanta Vanni nach Lorenzo Lorenzi, Portrait eines jungen Mannes um 1753/1776

Violanta Vanni, im Englischen auch oft Violante Vanni, (* 1732; † 1776 in Florenz) war eine italienische Kupferstecherin, Künstlerin und Kartografin im 18. Jahrhundert. Sie gilt als Pionierin in ihrem Fach und zählt zu den ersten Frauen, die sich professionell mit dem Kupferstich beschäftigten. Thematisch sind ihre Grafiken größtenteils im religiösen, naturbezogenen und topografischen Bereich einzuordnen.

## Leben und Werk
Vanni lernte von dem schottischen Meister Robert Strange, welcher um 1760 in Florenz lebte und lehrte. Von Zeitgenossen wurde sie als eine Frau von sehr geringer Abstammung, aber großer Begabung beschrieben, die zunehmend Erfolg im Alter hatte.
Sie schuf vor allem Reproduktionsgrafiken, basierend auf Werken von italienischen Meistern wie Lorenzo Lorenzi oder Marcantonio Franceschini. In der Raccolta di ottana stampe, eine Sammlung von achtzig Druckgrafiken nach Gemälden der Florentiner Sammlung Gerini, waren mindestens sechs Kupferstiche von Vanni. Darunter auch eine Reproduktionsgrafik des Gemäldes Johannesknabe mit dem Lamm in der Wildnis von Elisabetta Siranis, welches auch in der Ausstellung Muse or Maestra? Women in the Italien Art World, 1400-1800 im Kupferstichkabinett Berlin zu sehen war.
Auch in der Kartensammlung Gazzettiere americano von Marco Coltellini, die 1763 erschienen ist, stammen mehrere Druckgrafiken von Karten, die topografisch Teile Amerikas oder amerikanische Häfen zeigen, von Vanni.
Zudem waren ihre Kupferstiche, die von Hand mit Aquarell koloriert wurden, in der wahrscheinlich wichtigsten Ornithographie des 18. Jahrhunderts zu sehen. In dem fünfteiligen Buch Storia degli Uccelli von Saverio Manetti arbeitete sie als einzige Frau gemeinsam mit dem Künstler Lorenzo Lorenzi als Künstlerin, Graveurin und Koloristin an dem Werk.  Vanni zeichnete die zoologischen Tafeln nach dem Vorbild von Jay Michael Haft Edwards History of Uncommon Birds (1745–51) und Maria Sibylla Merians Metamorphosis Insectorum. Das Buch wurde von dem Verlag von Giuseppe Vanni herausgegeben, von dem vermutet wird, dass es sich bei ihm um den Bruder oder den Mann der Kupferstecherin gehandelt haben könnte.
Ihre Werke werden heute teuer auf Auktionen versteigert oder sind in Museen wie dem Kupferstichkabinett Berlin und dem Metropolitan Museum of Art zu finden.

## Werke (Auswahl)
- 1752: St. Franz von Assisi, Druckgrafik, 399 × 313 mm, nach Lorenzo Lorenzi, Herzog Anton Ulrich-Museum Braunschweig
- 1762: Rechtsgelehrter, Hugo Donellus, als Titelkupfer für dessen Werke
- 1763: Piano della città e porto dell’Havana, Druckgrafik, 215 × 275 mm, erschienen in “Gazzettiere americano” von Marco Coltellini
- um 1760–1775: Johannesknabe mit dem Lamm in der Wildnis, nach Elisabetta Sirani, Kupferstichkabinett Berlin